# Ріпакова олія
Ріпакова олія — рослинна олія, що отримується з насіння ріпаку.

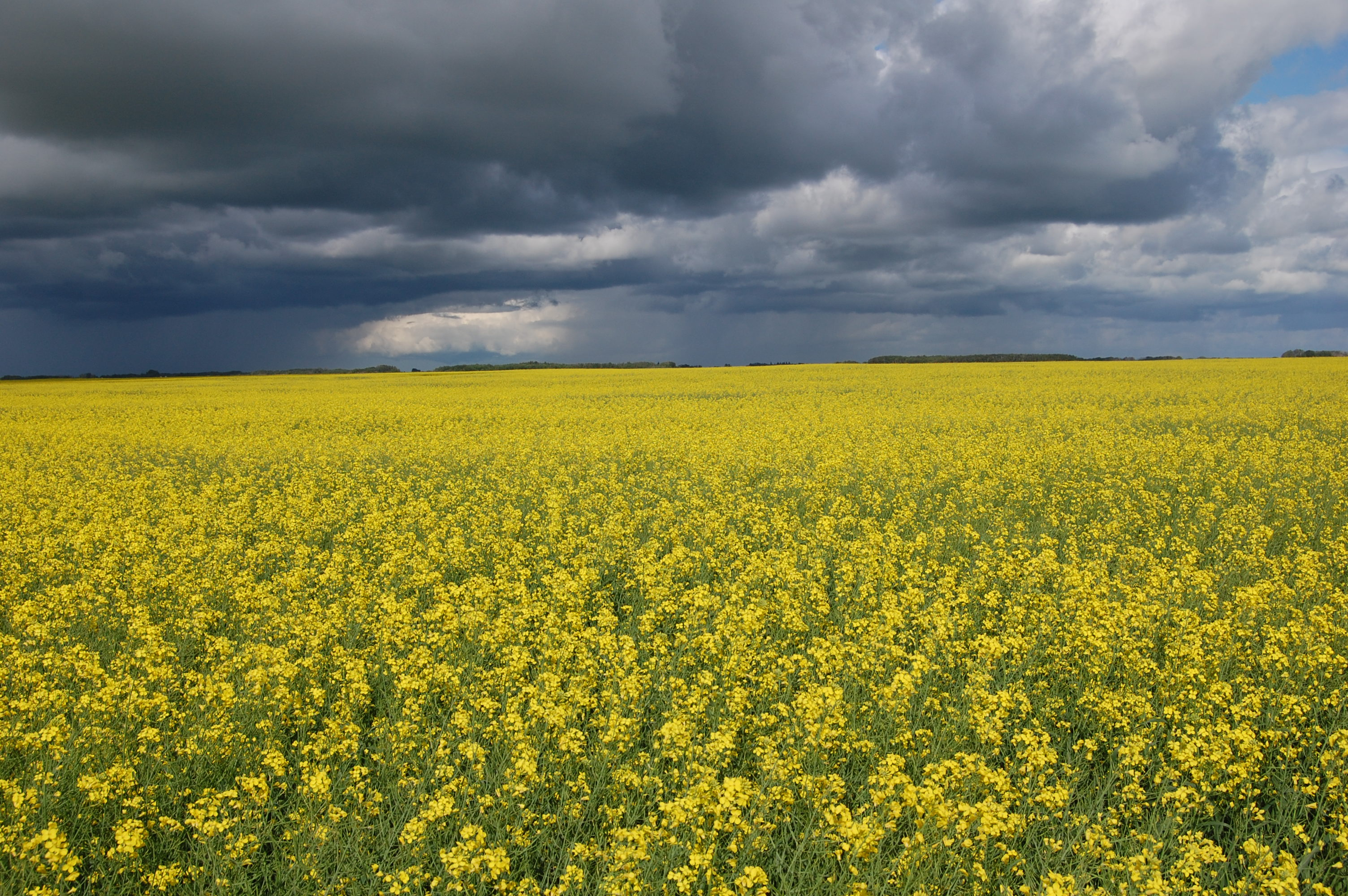
Ріпакове поле

Зазвичай використовується як харчова олія, водночас частка ріпаку у виробництві олійних сільськогосподарських культур, на думку низки фахівців, зростатиме, що обумовлено переважанням в її складі мононенасичених кислот олеїнового ряду і незначним вмістом дво- та три-ненасичених, завдяки чому зменшується окиснюваність і збільшується термін придатності (у закоркованій пляшці — до 5 років). Водночас переробка ріпакової олії пов'язана зі складнощами, зважаючи на потребу виведення з неї фосфоліпідів, вільних жирних кислот, пігментів групи хлорофілу і сполук сірки.
Попит на рослинні олії стрімко зростає в усьому світі. З 2001/02 по 2008/09 її виробництво збільшилося більш ніж на 47 % з 90,5 до 133,7 млн тонн. Виробництво ріпакової олії зросло за цей час — з 13,3 до 19,4 млн тонн (+46 %).

## Вступ
Існує два основних різновиди ріпакової олії: промислова ріпакова олія, яка використовується в машинобудівній та хімічній промисловості для виготовлення таких речей, як моторне мастило та біодизельне пальне, тоді як кулінарна ріпакова олія застосовується в усіх видах приготування їжі. Але — і це важлива відмінність — ці два види ріпакової олії походять із різних сортів ріпаку.
Вчені назвали харчову ріпакову олію «північною оливковою» олією, оскільки вона за своїми біохімічними властивостями, не відстає від оливкової, а щодо окремих складників, навіть перевершує її (зокрема α-ліноленової кислоти, в ріпаковій олії у багато разів більше).
Вона містить вітамін E і багато ненасичених жирних кислот: поліненасичені кислоти (лінолева кислота — Омега 6, ліноленова кислота — Омега 3) і мононенасичені кислоти (олеїнова кислота — Омега 9).
Харчова нерафінована ріпакова олія холодного віджиму, має приємний горіховий запах і властивий смак, а колір ріпакової олії може бути від світло-жовтого (у рафінованої) до бурштинового. Олія призначена для приготування різних страв (салатів, кондитерських виробів, консервування, для смаження) та виготовлення харчових продуктів.
Зростає також цікавість до ріпакової олії як сировини для отримання дизельного пального. Виробництво ріпаку для цієї мети, починає збільшуватися і в Україні. Проводилися випробування тепловоза на ріпаковому пальному.
З річним виробництвом близько 24,4 млн тонн (2019), ріпакова олія є однією з чотирьох рослинних олій з найбільшим виробництвом у світі, після пальмової та соєвої олій.
На початку 1970-х вирощування ріпаку не мало великого значення, посідаючи менше 1 % орних площ. З 1974 по 1976 рік було виведено так званий нульовий ріпак (з «0» якістю), у якому високу частку ерукової кислоти знижено до 0,5—1,5 % шляхом селекції. Ця нова виведена рослина в Північній Америці була перейменована на канолу (утворено з «канадської олії» на честь країни, де її вирощують), щоби відмежуватися від слова «ріпак».
У 1986—1987 роках вже було виведено так званий подвійний нульовий ріпак (якість «00») із вмістом ерукової кислоти менше 0,1 % та зниженим вмістом гірких речовин (глюкозинолатів).
Ріпакова олія застигає за температури від −2 до −4 °C, утворюючи білувату тверду масу.

Зі стужавілої ріпакової олії (так званого ріпакового воску) можна виготовляти свічки.

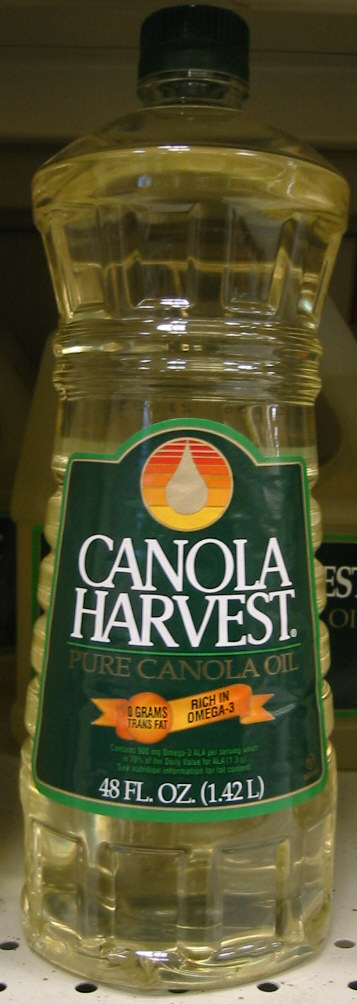
Ріпакова олія

## Вживання
Ріпакову олію спочатку виробляли з технічною метою (наприклад, як мастило). Для харчування вона стала цікавою лише завдяки видозміненим (зробили це шляхом схрещування — не плутати з генетичною модифікацією) сортам, які мають знижений вміст гірких речовин. З кінця XX століття значно розширилося використання ріпакової олії для вживання в їжу, як кухонної олії та задля виробництва харчових жирів (маргарину).
Ріпакова олія досить широко вживається в декількох країнах світу, натомість зрідка — в Україні. Найбільшими виробниками і споживачами у світі є Китай, Індія, Німеччина, Канада, Японія, Велика Британія, Франція, США, Польща, Мексика і Чехія. Китай із Індією — найбільші у світі виробники та споживачі цієї олії. У Польщі більша частина олії (до 70 %) — ріпакова, соняшникова споживається в значно менших обсягах. Ріпакова олія до того ж у Польщі коштує дешевше, оскільки країна сама вирощує і перероблює ріпак, а соняшникову олію більше завозить, ніж виробляє. Частина виробленої в Україні ріпакової олії відправляється до Європи (у ту ж сусідню Польщу).
Ріпакова олія холодного віджиму, містить значно більше омега-3 жирних кислот (8,07 %) і омега-6 жирних кислот (17,7 %), ніж оливкова олія (0,83 % і 9,78 % відповідно), але значно менше омега-6, за рекордсменів — олію виноградних кісточок (приблизно 68 %) та соняшникову олію (близько 64 %). Це друге, після оливкової олії, джерело олеїнової кислоти (62,97 % і 70,12 % відповідно). Вирізняється серед рослинних олій, одночасним високим вмістом вітаміну Е (29 мг / 100 г) та вітаміну К (71,3 мкг / 100 г). Лише соняшникова олія має вищий вміст вітаміну Е, ніж ріпакова олія холодного віджиму. Серед усіх олій, ріпакова олія містить найменше шкідливих насичених жирів (близько 7 %) — в оливковій їх вдвічі більше.
Цікаво, що для оцінки органолептичних якостей ріпакової олії холодного віджиму («нативної») Німецьке товариство вивчення жирів (DGF) створило «Комітет з оцінки ріпакової олії» і з 2006 року щороку, нагороджує виробників медалями за чудовий смак натуральних ріпакових кулінарних олій.
Одна столова ложка харчової ріпакової олії містить:
- Калорії: 124
- Вітамін Е: 2,4 мг (16 % RDA)
- Вітамін K: 10 мкг (9 % RDA)
- Загальна жирність: 14 г
- Насичені жири: 1 г
- Мононенасичені жири: 9 г
- Поліненасичені жири: 4 г

Співвідношення жирних кислот ω-6:ω-3 у ріпаковій олії, має показник 2:1 — 18,6/9,1.

## Токсикологія
У промисловій, нерафінованій ріпаковій олії, (а також в деяких інших: наприклад гірчичній) в сортах без селективного відбору насіння (насіння, яке має зменшений вміст токсичної речовини — у обсязі до 2 %) міститься від 30 до 60 відсотків ерукової кислоти, яка не повністю розкладається ферментною системою ссавців (дослідження пов'язують її з проблемами серця у тварин) і має властивість накопичуватися у різних тканинах, що сповільнює ріст і настання репродуктивної зрілості організму. Тож ерукова кислота викликає стеатоз паренхіматозних органів і у разі її кількісного споживання, може викликати цироз печінки та захворювання серця у людини.

Переважна більшість звичайної олії каноли або ріпаку екстрагується високою температурою та/або хімічними розчинниками, а потім «очищається» більшою кількістю хімічних речовин, щоб отримати олію без запаху з високою температурою димлення. Великий недолік: вважається, що нагрівання олії таким чином пошкоджує незамінні жирні кислоти і зменшує кількість антиоксидантів і вітамінів у кінцевому продукті.
Якщо ви оберете органічний сорт холодного віджиму, ріпакова олія може бути корисною для здоров'я як і інші столові олії. До того ж, органічний продукт не зазнає генетичних модифікацій. Ви також отримаєте близько 1280 мг омега-3 жирних кислот і близько 12 відсотків вашого вітаміну Е і вітаміну К, а ці поживні речовини важливі для здоров'я мозку, серця, шкіри та кісток. Але якщо це буде ваша основна олія для смаження, я б зупинився на варіанті з меншою кількістю проблем — є так багато інших чудових різновидів, які можна спробувати та котрі є більш доступними в органічних, і без ГМО сортах. Олія авокадо, є найкращим вибором щодо нейтральної олії з високою температурою димлення.
— доктор наук, зареєстрований дієтолог і член колективу mbg Джесс Кордінг.

## Оцінка використання ріпакової олії
Ріпакова олія переважно, застосовується як пальне або для виробництва біопалива. Досі обговорюється це використання й очікувані переваги та недоліки. Рослинне пальне замінює паливо викопного походження. Але для того, щоби це відбулося у значних обсягах, відновлювану сировину як-от ріпак, треба вирощувати у великих кількостях. Це призводить до посилення використання та суперництва земель для виробництва їжі (наприклад, пасовища), захисту навколишнього середовища (перелоги, збереження біорізноманіття) та іншого.
Вихід з одиниці площі ріпаку іноді значно нижчий, порівняно з іншою сировиною для виробництва біопального. Однак такі чинники, як рентабельність, енергетичний баланс усього процесу (наприклад, у тому числі виробництва), екологічна та кліматична сумісність тощо, необхідно враховувати, щоби цілісне порівняння було відносно точним.
Що стосується кліматичної сумісності використання ріпакової олії, то зокрема, обговорюються викиди потужного кліматичного газу оксиду азоту (в 300 разів більш шкідливого для клімату за вуглекислий газ) під час вирощування ріпаку.
Вирощування ріпаку потребує відносно великої кількості добрив і засобів захисту посівів, через це збільшення його посівів, в останні десятиліття викликає суперечки. Ці вади врівноважуються такими перевагами, як заощадження ресурсів, зниження залежності від імпорту сировини, зміцнення регіональної економіки тощо, які також важко передбачити й вони ускладнюють загальну порівняльну оцінку використання ріпакової олії.